# Med smak för döden
Med smak för döden (originaltitel: A Taste for Death) är en brittisk miniserie i sex avsnitt från 1988.

## Handling
Sir Paul Berowne är en högt uppsatt politiker som får utpressningsbrev gällande hans gamla förhållanden. En ung kvinna drunknar i en damm, vilket verkar vara ett resultat av en ödesdiger simtur. Pauls fru har en älskare som försöker rädda kvinnan, dock utan att lyckas. 
Nästa dag hittar en pojke från arbetarklassen och en hushållerska liken efter Berowne och en av hans kolleger i en kyrka. De har uppenbarligen blivit brutalt mördade. Polisen Adam Dalgliesh ska utreda fallet och börjar genast förhöra vittnena. 
Under utredningens gång visar det sig att Berowne kanske inte var den han utgav sig för att vara.

## Om serien
Serien är baserad på en bok av P.D. James och är gjord i Agatha Christie-stil. Serien är uppföljare till Ett expertvittnes död.

## Rollista i urval
- Roy Marsden - Adam Dalgliesh
- Wendy Hiller - Ursula Berowne
- Fiona Fullerton - Barbara Berowne
- Penny Downie - Kate Miskin
- Avril Elgar - Emily Wharton
- Simon Ward - Stephen Lampart
- Tat Whalley - Darren Wilkes
- Kate Buffery - Sarah Berowne
- Derek Newark - Gordon Halliwell
- Rebecca Saire - Theresa Nolan